# Liste des épisodes de la série Les Nouveaux Maîtres du mystère
Pour un article plus général, voir Liste des épisodes de la série Les Maîtres du mystère.
Cet article présente une liste des épisodes de la série Les Nouveaux Maîtres du mystère.

## Les Nouveaux Maîtres du mystère

### 1985

#### Septembre
| Date de diffusion | Jour     | Statut   | Auteur           | Titre                            | Notes     |
| ----------------- | -------- | -------- | ---------------- | -------------------------------- | --------- |
| 12 septembre 1985 | jeudi    | 1re diff | Michel Granvale  | Le chalet sur la montagne        |           |
| 16 septembre 1985 | lundi    | 1re diff | Didier Blonay    | Dangereux personnage             |           |
| 18 septembre 1985 | mercredi | 1re diff | Christian Daumas | Travail de nuit                  |           |
| 19 septembre 1985 | jeudi    | 1re diff | Marc Pheline     | La tirelire [Vivement le Brésil] |           |
| 20 septembre 1985 | vendredi | 1re diff | Éric Assous      | Les pillards et le châtelain     |           |
| 24 septembre 1985 | mardi    | 1re diff | Pierre Frachet   | Au rendez-vous des chasseurs     |           |
| 25 septembre 1985 | mercredi | 1re diff | Régis Jauffret   | Le revolver d’alarme             |           |
| 26 septembre 1985 | jeudi    | 1re diff | Christian Daumas | L’amnistie                       | [Dumas ?] |

#### Octobre
| Date de diffusion | Jour     | Statut   | Auteur                                         | Titre                                   | Notes        |
| ----------------- | -------- | -------- | ---------------------------------------------- | --------------------------------------- | ------------ |
| 1er octobre 1985  | mardi    | 1re diff | Michel Dodane                                  | Le rallye                               |              |
| 2 octobre 1985    | mercredi | 1re diff | Marc Pheline                                   | Les bleus                               |              |
| 3 octobre 1985    | jeudi    | 1re diff | Louis Rognoni                                  | Mathilde ne reviendra pas               |              |
| 4 octobre 1985    | vendredi | 1re diff | Robert Nahmias                                 | Si on sonne, n’ouvre pas                |              |
| 7 octobre 1985    | lundi    | 1re diff | Bruno Allain                                   | La vue est superbe, tu ne trouves pas ? |              |
| 9 octobre 1985    | mercredi | 1re diff | Jeannine Raylambert                            | Délit de fuite                          | [2e version] |
| 10 octobre 1985   | jeudi    | 1re diff | Marc Le Lann                                   | Brouillard                              |              |
| 11 octobre 1985   | vendredi | 1re diff | Éric Assous                                    | Les menteurs                            |              |
| 14 octobre 1985   | lundi    | 1re diff |                                                | L’imper                                 |              |
| 15 octobre 1985   | mardi    | 1re diff | Jean-Louis Berma / pseudo de Bernier & Maridat | Souvenirs de vacances                   |              |
| 16 octobre 1985   | mercredi | 1re diff | Philippe Toury                                 | Une part de plus                        |              |
| 17 octobre 1985   | jeudi    | 1re diff | Alain Robak                                    | Cinq chances de vivre                   |              |
| 18 octobre 1985   | vendredi | 1re diff | Patrick Pessis                                 | Le marié était en rouge                 |              |
| 21 octobre 1985   | lundi    | 1re diff | Guillaume Kergourlay                           | La voleuse                              |              |
| 22 octobre 1985   | mardi    | 1re diff | Maurice Cury                                   | Un léger malaise                        |              |
| 23 octobre 1985   | mercredi | 1re diff | Pierre Frachet                                 | Deux Christine, dont une vivante        |              |
| 24 octobre 1985   | jeudi    | 1re diff |                                                | Mammy sitting                           |              |
| 25 octobre 1985   | vendredi | 1re diff | Laurent Benegui                                | Les raisons du cœur                     |              |
| 28 octobre 1985   | lundi    | 1re diff | Chantal Crovi                                  | Ne crains rien Georgette                |              |
| 29 octobre 1985   | mardi    | 1re diff | Louis Rognoni                                  | Le vieux forban                         |              |
| 30 octobre 1985   | mercredi | 1re diff | Robert Nahmias                                 | L’appartement du 5ème droite            |              |
| 31 octobre 1985   | jeudi    | 1re diff | Françoise Faure                                | L’amour assassin                        |              |

#### Novembre
| Date de diffusion | Jour     | Statut   | Auteur                                         | Titre                                       | Notes |
| ----------------- | -------- | -------- | ---------------------------------------------- | ------------------------------------------- | ----- |
| 1er novembre 1985 | vendredi | 1re diff | Jean-Marie Fonteneau                           | On se calme                                 |       |
| 4 novembre 1985   | lundi    | 1re diff | Éric Assous                                    | La fille fragile                            |       |
| 5 novembre 1985   | mardi    | 1re diff | Jean-Marie Fonteneau                           | Toute la vérité je le jure !                |       |
| 6 novembre 1985   | mercredi | 1re diff | Christian Daumas                               | Une raison de vivre                         |       |
| 7 novembre 1985   | jeudi    |          |                                                |                                             |       |
| 8 novembre 1985   | vendredi | 1re diff | Colin Thibert                                  | Une occasion en or                          |       |
| 11 novembre 1985  | lundi    | 1re diff | Marc Pheline                                   | Vestiaire, s’il vous plait                  |       |
| 12 novembre 1985  | mardi    | 1re diff | Christophe Arleston                            | Conversation mondaine autour d’un échiquier |       |
| 13 novembre 1985  | mercredi | 1re diff | Éric Assous                                    | Les deux sons de cloche                     |       |
| 14 novembre 1985  | jeudi    | 1re diff | François Barluet                               | À l’article de la mort                      |       |
| 15 novembre 1985  | vendredi | 1re diff | Pierre Frachet                                 | Le quadrille des escrocs                    |       |
| 18 novembre 1985  | lundi    | 1re diff | Marc Le Lann                                   | Échec à la tour                             |       |
| 19 novembre 1985  | mardi    | 1re diff | Jean-Claude Dutilh                             | N’écrivez pas, messieurs                    |       |
| 20 novembre 1985  | mercredi | 1re diff | Jean-Louis Berma / pseudo de Bernier & Maridat | Un petit service entre sœurs, c’est naturel |       |
| 21 novembre 1985  | jeudi    | 1re diff | Micheline Dupré-Wawer                          | Sentiers de grande randonnée                |       |
| 22 novembre 1985  | vendredi | 1re diff | Chantal Crovi                                  | Roule le Rhône                              |       |
| 25 novembre 1985  | lundi    | 1re diff | Patrick Pessis                                 | Chimère, chimère                            |       |
| 26 novembre 1985  | mardi    | 1re diff | Sylvie Simon                                   | La concordance des temps                    |       |
| 27 novembre 1985  | mercredi | 1re diff | Micheline Dupré-Wawer                          | L’escalier                                  |       |
| 28 novembre 1985  | jeudi    | 1re diff | Bruno Dega                                     | La concierge                                |       |
| 29 novembre 1985  | vendredi | 1re diff | Fred Kassak                                    | La liste d’attente                          |       |

#### Décembre
| Date de diffusion | Jour     | Statut   | Auteur               | Titre                                | Notes |
| ----------------- | -------- | -------- | -------------------- | ------------------------------------ | ----- |
| 2 décembre 1985   | lundi    | 1re diff | Arnaud Bedouët       | Rio via Fresnes                      |       |
| 3 décembre 1985   | mardi    | 1re diff | Robert Nahmias       | Le landau                            |       |
| 4 décembre 1985   | mercredi | 1re diff | Maurice Cury         | L’invitation à dîner                 |       |
| 5 décembre 1985   | jeudi    | 1re diff | Colin Thibert        | Allô baby-sitting                    |       |
| 6 décembre 1985   | vendredi | 1re diff | Marc Pheline         | Promenons-nous dans les bois         |       |
| 9 décembre 1985   | lundi    | 1re diff | François Barluet     | Le crime dans le sang                |       |
| 10 décembre 1985  | mardi    | 1re diff | Michel Dodane        | Un employé modèle                    |       |
| 11 décembre 1985  | mercredi | 1re diff | Michel Granvale      | L’oie blanche                        |       |
| 12 décembre 1985  | jeudi    | 1re diff | Pierre Frachet       | Le soi-disant cadavre                |       |
| 13 décembre 1985  | vendredi | 1re diff | André Delaure        | Solange a disparu                    |       |
| 16 décembre 1985  | lundi    | 1re diff | Emmanuel Ciepka      | Les lunettes noires                  |       |
| 17 décembre 1985  | mardi    | 1re diff | Rémi de Fournas      | Pour un 45 tours                     |       |
| 18 décembre 1985  | mercredi |          |                      | Le Chalet, le hasard et la nécessité |       |
| 19 décembre 1985  | jeudi    | 1re diff | Éric Assous          | Garçon la même chose                 |       |
| 20 décembre 1985  | vendredi | 1re diff | Fred Kassak          | Cas de force majeure                 |       |
| 23 décembre 1985  | lundi    | 1re diff | Jean-Marie Fonteneau | La haine mon petit                   |       |
| 24 décembre 1985  | mardi    | 1re diff | Jean-Claude Dutilh   | Une fille à papa                     |       |
| 25 décembre 1985  | mercredi | 1re diff | Louis Rognoni        | Le vicomte de noël                   |       |
| 26 décembre 1985  | jeudi    |          |                      |                                      |       |
| 27 décembre 1985  | vendredi | 1re diff | Christophe Arleston  | Effaçage programme                   |       |

### 1986

#### Janvier
| Date de diffusion | Jour     | Statut   | Auteur                                         | Titre                                           | Notes |
| ----------------- | -------- | -------- | ---------------------------------------------- | ----------------------------------------------- | ----- |
| 1er janvier 1986  | mercredi | 1re diff | Chantal Crovi                                  | À la tienne, Étienne                            |       |
| 2 janvier 1986    | jeudi    |          |                                                |                                                 |       |
| 3 janvier 1986    | vendredi |          |                                                |                                                 |       |
| 6 janvier 1986    | lundi    | 1re diff |                                                | Le vieux revolver                               |       |
| 7 janvier 1986    | mardi    | 1re diff | Robert Nahmias                                 | Une veuve en puissance                          |       |
| 8 janvier 1986    | mercredi |          |                                                |                                                 |       |
| 9 janvier 1986    | jeudi    |          |                                                |                                                 |       |
| 10 janvier 1986   | vendredi | 1re diff | Marc Le Lann                                   | Vol zéro                                        |       |
| 13 janvier 1986   | lundi    | 1re diff | Éric Assous                                    | Fils unique                                     |       |
| 14 janvier 1986   | mardi    | 1re diff | Colin Thibert                                  | Scoop                                           |       |
| 15 janvier 1986   | mercredi | 1re diff | Paul Swam                                      | Bonne nuit, madame Usasseur                     |       |
| 16 janvier 1986   | jeudi    | 1re diff | Jeannine Raylambert                            | Le retour de Jef                                |       |
| 17 janvier 1986   | vendredi | 1re diff | Pierre Frachet                                 | Une extrême justice                             |       |
| 20 janvier 1986   | lundi    | 1re diff | Patrick Pessis                                 | Grève surprise                                  |       |
| 21 janvier 1986   | mardi    | 1re diff | Jean-Louis Berma / pseudo de Bernier & Maridat | À tort ou à raison                              |       |
| 22 janvier 1986   | mercredi | 1re diff | Christophe Arleston & Claude Ecken             | Les pages rouges de l’annuaire                  |       |
| 23 janvier 1986   | jeudi    | 1re diff | Marc Pheline                                   | Syndic indic                                    |       |
| 24 janvier 1986   | vendredi | 1re diff | Valérie Bonnier                                | Philippine Daigreval, concierge au 21 bis       |       |
| 27 janvier 1986   | lundi    | 1re diff | Michel Dodane                                  | Le silence des cigales                          |       |
| 28 janvier 1986   | mardi    | 1re diff | Bruno Dega                                     | Anne ou Florence                                |       |
| 29 janvier 1986   | mercredi | 1re diff | Arnaud Bedouët                                 | L’irrésistible ascension de Luc Drac, Comptable |       |
| 30 janvier 1986   | jeudi    | 1re diff | Louis Rognoni                                  | Escapade alibi                                  |       |
| 31 janvier 1986   | vendredi | 1re diff | Gilles Astorg                                  | Le droit de visite                              |       |

#### Février
| Date de diffusion | Jour     | Statut   | Auteur                                | Titre                           | Notes |
| ----------------- | -------- | -------- | ------------------------------------- | ------------------------------- | ----- |
| 3 février 1986    | lundi    | 1re diff | André Delaure                         | Plaie d’argent                  |       |
| 4 février 1986    | mardi    | 1re diff | Éric Assous                           | La grande sœur                  |       |
| 5 février 1986    | mercredi | 1re diff | Micheline Dupré-Wawer                 | Le gentleman                    |       |
| 6 février 1986    | jeudi    | 1re diff | Alain Vandamme                        | Les rois du chocolat            |       |
| 7 février 1986    | vendredi | 1re diff | Maurice Cury                          | Le train pour Saint-Malo        |       |
| 10 février 1986   | lundi    | 1re diff | Cathie Saint-Sot                      | Angoisse et biscuits secs       |       |
| 11 février 1986   | mardi    | 1re diff | Didier Blonay                         | Coup dans l’aile                |       |
| 12 février 1986   | mercredi | 1re diff | Robert Nahmias                        | Le dernier film de Martha Wells |       |
| 13 février 1986   | jeudi    | 1re diff | Catherine Grello & Isabelle de Botton | La question subsidiaire         |       |
| 14 février 1986   | vendredi | 1re diff | Marc Le Lann                          | Réactions en chaîne             |       |
| 17 février 1986   | lundi    | 1re diff | François Barluet                      | Une lettre à supprimer          |       |
| 18 février 1986   | mardi    | 1re diff |                                       | Cohabitation                    |       |
| 19 février 1986   | mercredi | 1re diff | Micheline Dupré-Wawer                 | Secrets de famille              |       |
| 20 février 1986   | jeudi    | 1re diff | Martin Lewis                          | Panique à la rascasse           |       |
| 21 février 1986   | vendredi | 1re diff | Éric Assous                           | La fille à l’imperméable rouge  |       |
| 24 février 1986   | lundi    | 1re diff | André Delaure                         | Du plomb dans la cervelle       |       |
| 25 février 1986   | mardi    | 1re diff | Louis Rognoni                         | Chère Léa                       |       |
| 26 février 1986   | mercredi | 1re diff | Didier Blonay                         | Juliette et son oncle           |       |
| 27 février 1986   | jeudi    | 1re diff | Martin Lewis                          | Les rois de la combine          |       |
| 28 février 1986   | vendredi | 1re diff | Pierre Frachet                        | La dernière des crapules        |       |

#### Mars
| Date de diffusion | Jour     | Statut   | Auteur                | Titre                                | Notes |
| ----------------- | -------- | -------- | --------------------- | ------------------------------------ | ----- |
| 3 mars 1986       | lundi    | 1re diff | Chantal Crovi         | Question à crédit                    |       |
| 4 mars 1986       | mardi    | 1re diff | Gérard Levoyer        | Le bout du rouleau                   |       |
| 5 mars 1986       | mercredi | 1re diff | Robert Nahmias        | Un ami qui vous veut du bien         |       |
| 6 mars 1986       | jeudi    | 1re diff | Martin Lewis          | Les robinsons du sous-sol            |       |
| 7 mars 1986       | vendredi | 1re diff | Régis Jauffret        | Alice, pourquoi tu pleures ?         |       |
| 10 mars 1986      | lundi    | 1re diff | Patrick Pessis        | Deuil pour deuil                     |       |
| 11 mars 1986      | mardi    | 1re diff | Gilles Astorg         | Sans raison apparente                |       |
| 12 mars 1986      | mercredi | 1re diff | Guillaume Kergourlay  | La sentinelle                        |       |
| 13 mars 1986      | jeudi    | 1re diff | Christophe Arleston   | Un diable de contrat                 |       |
| 14 mars 1986      | vendredi | 1re diff | Jean-Luc Gaget        | Beaucoup de bruits pour une nuit     |       |
| 17 mars 1986      | lundi    | 1re diff | Valérie Bonnier       | Situation d’avenir                   |       |
| 18 mars 1986      | mardi    | 1re diff | Françoise Faure       | Le sport du samedi                   |       |
| 19 mars 1986      | mercredi | 1re diff | Louis-Michel Cluzeau  | L’embarquement pour Suresnes         |       |
| 20 mars 1986      | jeudi    | 1re diff | Didier Blonay         | La stratégie du gardien de but       |       |
| 21 mars 1986      | vendredi | 1re diff | Arnaud Bedouët        | La sécurité ne répond plus           |       |
| 24 mars 1986      | lundi    | 1re diff | Martin Lewis          | Appelez-moi Suzanne                  |       |
| 25 mars 1986      | mardi    | 1re diff | Marc Pheline          | Gibier de beau frère                 |       |
| 26 mars 1986      | mercredi | 1re diff | Régis Jauffret        | La maladie de la pierre              |       |
| 27 mars 1986      | jeudi    | 1re diff | Micheline Dupré-Wawer | Le dîner de la petite souris blanche |       |
| 28 mars 1986      | vendredi | 1re diff | Christine Ehm         | Le porto de ces dames                |       |
| 31 mars 1986      | lundi    | 1re diff | Dominique Bailly      | Bon débarras                         |       |

#### Avril
| Date de diffusion | Jour     | Statut   | Auteur                                         | Titre                             | Notes |
| ----------------- | -------- | -------- | ---------------------------------------------- | --------------------------------- | ----- |
| 1er avril 1986    | mardi    | 1re diff | Martin Lewis                                   | Petit poisson d’avril             |       |
| 2 avril 1986      | mercredi | 1re diff | Élisabeth Gentet-Ravasco                       | À crapule, crapule et demie       |       |
| 3 avril 1986      | jeudi    | 1re diff | Francis Géraud & Élisabeth Salvaresi           | Suivez-moi, jeune homme           |       |
| 4 avril 1986      | vendredi | 1re diff | Éric Assous                                    | Sept briques en petites coupures  |       |
| 7 avril 1986      | lundi    | 1re diff | François Chodat                                | Relevé des compteurs              |       |
| 8 avril 1986      | mardi    | 1re diff | Jean-Luc Gaget                                 | L’homme de ma vie                 |       |
| 9 avril 1986      | mercredi | 1re diff | Thierry Lefevre                                | Les gros mots                     |       |
| 10 avril 1986     | jeudi    | 1re diff | Robert Nahmias                                 | Un divorce à l’histoire           |       |
| 11 avril 1986     | vendredi | 1re diff | Martin Lewis                                   | Tendresse et rideau rouge         |       |
| 14 avril 1986     | lundi    | 1re diff | Christine Ehm                                  | La nuit, tous les chats sont gris |       |
| 15 avril 1986     | mardi    | 1re diff | Didier Blonay                                  | Cache-cache                       |       |
| 16 avril 1986     | mercredi | 1re diff | André Delaure                                  | La femme de paille                |       |
| 17 avril 1986     | jeudi    | 1re diff | Louis Rognoni                                  | Les larmes de crocodile           |       |
| 18 avril 1986     | vendredi | 1re diff | Jean-Marc Tobler & Daniel Zie Me               | La rééducation                    |       |
| 21 avril 1986     | lundi    | 1re diff | Gérard Levoyer                                 | Un petit coin de paradis          |       |
| 22 avril 1986     | mardi    | 1re diff | Josiane Strelczyk & Manuela Gourary            | Lune de miel                      |       |
| 23 avril 1986     | mercredi | 1re diff | Dominique Foufelle                             | Encore une chance                 |       |
| 24 avril 1986     | jeudi    | 1re diff | Colin Thibert                                  | La potion magique                 |       |
| 25 avril 1986     | vendredi | 1re diff | Éric Assous                                    | Train-train quotidien             |       |
| 28 avril 1986     | lundi    | 1re diff | Jean-Louis Berma / pseudo de Bernier & Maridat | Les vautours                      |       |
| 29 avril 1986     | mardi    | 1re diff |                                                | La vengeance du poisson rouge     |       |
| 30 avril 1986     | mercredi | 1re diff | Annie Mercier                                  | La folle de Ménilmontant          |       |

#### Mai
| Date de diffusion | Jour     | Statut   | Auteur                              | Titre                                       | Notes |
| ----------------- | -------- | -------- | ----------------------------------- | ------------------------------------------- | ----- |
| 2 mai 1986        | vendredi | 1re diff | Christine Ehm                       | Des vacances de tout repos                  |       |
| 5 mai 1986        | lundi    | 1re diff | Gérard Levoyer                      | L’amour fou                                 |       |
| 6 mai 1986        | mardi    | 1re diff | François Barluet                    | Candidats à la une                          |       |
| 7 mai 1986        | mercredi | 1re diff | Colin Thibert                       | Barbe bleue                                 |       |
| 8 mai 1986        | jeudi    | 1re diff | Josiane Strelczyk & Manuela Gourary | Protéines, oui ! Hydrates de carbone, non ! |       |
| 9 mai 1986        | vendredi | 1re diff | Marc Pheline                        | Les dimanches de victoire                   |       |
| 12 mai 1986       | lundi    | 1re diff | Martin Lewis                        | L’homme de la villa blanche                 |       |
| 14 mai 1986       | mercredi | 1re diff |                                     | La groupie                                  |       |
| 15 mai 1986       | jeudi    | 1re diff | Maurice Cury                        | Charmants voisins                           |       |
| 16 mai 1986       | vendredi | 1re diff | Marc Pheline                        | On demande assassin                         |       |
| 19 mai 1986       | lundi    | 1re diff | Gérard Levoyer                      | Les petits papiers                          |       |
| 20 mai 1986       | mardi    | 1re diff | Chantal Crovi                       | Des remous en surface                       |       |
| 22 mai 1986       | jeudi    | 1re diff | Valérie Bonnier                     | Les mystères de l’amour                     |       |
| 23 mai 1986       | vendredi | 1re diff | André Delaure                       | Vente à l’amiable                           |       |
| 26 mai 1986       | lundi    | 1re diff | Loïc Pichon                         | Écrase Riton                                |       |
| 27 mai 1986       | mardi    | 1re diff | Micheline Dupré-Wawer               | Rendez-vous à Ithaque                       |       |
| 28 mai 1986       | mercredi | 1re diff | Christine Ehm                       | Les fenêtres d’en face                      |       |
| 29 mai 1986       | jeudi    | 1re diff | Dominique Bailly                    | Les dessous de l’affaire                    |       |
| 30 mai 1986       | vendredi | 1re diff |                                     | Faites sauter la banque                     |       |

#### Juin
| Date de diffusion | Jour     | Statut   | Auteur                              | Titre                        | Notes |
| ----------------- | -------- | -------- | ----------------------------------- | ---------------------------- | ----- |
| 2 juin 1986       | lundi    | 1re diff | Éric Assous                         | Babette                      |       |
| 3 juin 1986       | mardi    | 1re diff | Christophe Arleston                 | Les familles du haut village |       |
| 4 juin 1986       | mercredi | 1re diff | Marc Le Lann                        | Soleil bleu                  |       |
| 5 juin 1986       | jeudi    | 1re diff | Luc de Goustine                     | Le chien de Maurice          |       |
| 6 juin 1986       | vendredi | 1re diff | Gérard Levoyer                      | Le contrat du demi-siècle    |       |
| 9 juin 1986       | lundi    | 1re diff | Alain Krief                         | L’ex                         |       |
| 10 juin 1986      | mardi    | 1re diff | Valérie Bonnier                     | La pierre au cou             |       |
| 11 juin 1986      | mercredi | 1re diff | François Barluet                    | L’emprise                    |       |
| 12 juin 1986      | jeudi    | 1re diff | Patrick Pessis                      | Crime ou délit               |       |
| 13 juin 1986      | vendredi | 1re diff | Michel Fustier                      | Retour de manivelle          |       |
| 16 juin 1986      | lundi    | 1re diff | Pierre Frachet                      | Un saut dans l’inconnu       |       |
| 17 juin 1986      | mardi    | 1re diff | Christophe Arleston                 | La machine infernale         |       |
| 18 juin 1986      | mercredi | 1re diff | Patrick Bancarel                    | Drôle de blague              |       |
| 19 juin 1986      | jeudi    | 1re diff | André Delaure                       | Les frais du prince          |       |
| 20 juin 1986      | vendredi |          |                                     |                              |       |
| 23 juin 1986      | lundi    | 1re diff | Yvonne Clech                        | La chambre vide              |       |
| 24 juin 1986      | mardi    | 1re diff | Christine Ehm                       | Entre deux portes            |       |
| 25 juin 1986      | mercredi | 1re diff | Marc Le Lann                        | Papy                         |       |
| 26 juin 1986      | jeudi    | 1re diff | Josiane Strelczyk & Manuela Gourary | Monsieur Gobolino            |       |
| 27 juin 1986      | vendredi | 1re diff | Line Méloche                        | La Québécoise                |       |

#### Août
| Date de diffusion | Jour     | Statut    | Auteur               | Titre                        | Notes |
| ----------------- | -------- | --------- | -------------------- | ---------------------------- | ----- |
| 7 août 1986       | jeudi    | Rediffusé | Laurent Benegui      | Les raisons du cœur          |       |
| 14 août 1986      | jeudi    | Rediffusé | Gérard Levoyer       | Le contrat du demi-siècle    |       |
| 18 août 1986      | lundi    | Rediffusé | André Delaure        | Vente à l’amiable            |       |
| 20 août 1986      | mercredi | Rediffusé | Louis-Michel Cluzeau | L’embarquement pour Suresnes |       |
| 22 août 1986      | vendredi | Rediffusé | Jean-Marie Fonteneau | Toute la vérité je le jure ! |       |
| 25 août 1986      | lundi    | Rediffusé | Luc de Goustine      | Le chien de Maurice          |       |
| 27 août 1986      | mercredi | Rediffusé | Gérard Levoyer       | Les petits papiers           |       |
| 28 août 1986      | jeudi    | Rediffusé | Arnaud Bedouët       | La sécurité ne répond plus   |       |
| 29 août 1986      | vendredi | Rediffusé | Marc Le Lann         | Réactions en chaîne          |       |

#### Septembre
| Date de diffusion | Jour     | Statut    | Auteur                              | Titre                                         | Notes        |
| ----------------- | -------- | --------- | ----------------------------------- | --------------------------------------------- | ------------ |
| 2 septembre 1986  | mardi    | Rediffusé | Emmanuel Ciepka                     | Les lunettes noires                           |              |
| 3 septembre 1986  | mercredi | Rediffusé | Micheline Dupré-Wawer               | L’escalier                                    |              |
| 4 septembre 1986  | jeudi    | Rediffusé | Martin Lewis                        | Les robinsons du sous-sol                     |              |
| 8 septembre 1986  | lundi    | 1re diff  | Alain Krief                         | 13 ter, avenue Foch                           |              |
| 9 septembre 1986  | mardi    | 1re diff  | Rémy Delage                         | Le truc du téléphone                          |              |
| 10 septembre 1986 | mercredi | 1re diff  | Josiane Strelczyk & Manuela Gourary | Une maille à l’endroit, une maille à l’envers |              |
| 11 septembre 1986 | jeudi    | 1re diff  | Swany Boue                          | Il est passé par ici…                         |              |
| 12 septembre 1986 | vendredi | 1re diff  | Louis Rognoni                       | Situation en rapport                          |              |
| 15 septembre 1986 | lundi    | 1re diff  | Martin Lewis                        | Chine, Chine, Chine                           |              |
| 16 septembre 1986 | mardi    | 1re diff  | Jean-Jacques Demantes               | Pigeon volé                                   |              |
| 17 septembre 1986 | mercredi | 1re diff  | Chantal Crovi                       | La voie du succès                             |              |
| 18 septembre 1986 | jeudi    | 1re diff  | Sylvie Desilles                     | Nouvelle adresse                              |              |
| 19 septembre 1986 | vendredi | 1re diff  | Éric Assous                         | Mieux vaut tard                               |              |
| 22 septembre 1986 | lundi    | 1re diff  | Gérard Levoyer                      | Deux étoiles                                  |              |
| 23 septembre 1986 | mardi    | 1re diff  | Dominique Foufelle                  | Rupture                                       |              |
| 24 septembre 1986 | mercredi | 1re diff  | André Delaure                       | Pour solde de tout compte                     | [2e version] |
| 25 septembre 1986 | jeudi    | 1re diff  | Martin Lewis                        | Une chambre à l’Excelsior                     |              |
| 26 septembre 1986 | vendredi | 1re diff  | Michel Fustier                      | La solution du chef                           |              |
| 29 septembre 1986 | lundi    | 1re diff  | Alain Krief                         | Les visiteurs                                 |              |
| 30 septembre 1986 | mardi    | 1re diff  | Robert Nahmias                      | Bien sous tous rapports                       |              |

#### Octobre
| Date de diffusion | Jour     | Statut   | Auteur              | Titre                       | Notes |
| ----------------- | -------- | -------- | ------------------- | --------------------------- | ----- |
| 1er octobre 1986  | mercredi | 1re diff | Martin Lewis        | Le petit chauffeur illustré |       |
| 2 octobre 1986    | jeudi    | 1re diff | Colin Thibert       | Verveine menthe             |       |
| 3 octobre 1986    | vendredi | 1re diff | Éric Assous         | Impasse de la liberté       |       |
| 6 octobre 1986    | lundi    | 1re diff | Gérard Levoyer      | Le petit salé aux lentilles |       |
| 7 octobre 1986    | mardi    | 1re diff | François Barluet    | Tendances suicidaires       |       |
| 8 octobre 1986    | mercredi | 1re diff | Michel Dodane       | Touche pas à ma chaîne      |       |
| 9 octobre 1986    | jeudi    | 1re diff | Christophe Arleston | Ah les braves gens !        |       |
| 10 octobre 1986   | vendredi | 1re diff | Didier Blonay       | Le collectionneur           |       |
| 13 octobre 1986   | lundi    | 1re diff | Marc Le Lann        | Les nocturnes               |       |
| 14 octobre 1986   | mardi    | 1re diff | Alain Krief         | Le fils à papa              |       |
| 15 octobre 1986   | mercredi | 1re diff | Philippe Toury      | Allô Laurent                |       |
| 16 octobre 1986   | jeudi    | 1re diff | Régis Jauffret      | Moi, je n’oublierai jamais  |       |
| 17 octobre 1986   | vendredi | 1re diff | Éric Assous         | Publicité payante           |       |
| 20 octobre 1986   | lundi    | 1re diff | François Barluet    | Amanite phalloïde           |       |
| 22 octobre 1986   | mercredi | 1re diff | Adam Pianko         | La demande en mariage       |       |
| 23 octobre 1986   | jeudi    | 1re diff | André Delaure       | Les chaussures du mort      |       |
| 24 octobre 1986   | vendredi | 1re diff | Arnaud Bedouët      | Cours du soir               |       |
| 27 octobre 1986   | lundi    | 1re diff | Valérie Bonnier     | Tous mes admirateurs        |       |
| 28 octobre 1986   | mardi    | 1re diff | Annie Mercier       | Le passage                  |       |
| 29 octobre 1986   | mercredi | 1re diff | Éric Assous         | Caroline a disparu          |       |
| 30 octobre 1986   | jeudi    | 1re diff | Alain Robak         | Le goût du risque           |       |
| 31 octobre 1986   | vendredi | 1re diff | Robert Nahmias      | Je préfère savoir la vérité |       |

#### Novembre
| Date de diffusion | Jour     | Statut   | Auteur              | Titre                        | Notes |
| ----------------- | -------- | -------- | ------------------- | ---------------------------- | ----- |
| 3 novembre 1986   | lundi    | 1re diff | Christine Ehm       | Une fin de contrat           |       |
| 4 novembre 1986   | mardi    | 1re diff | Manuela Gourary     | Qui veut la fin              |       |
| 5 novembre 1986   | mercredi | 1re diff | Patrick Pessis      | La blonde vénitienne         |       |
| 6 novembre 1986   | jeudi    | 1re diff | Louis Rognoni       | La cinquième roue            |       |
| 7 novembre 1986   | vendredi | 1re diff | Pierre Frachet      | Le ciment de l’amitié        |       |
| 10 novembre 1986  | lundi    | 1re diff | Marc Le Lann        | Biche et le loup             |       |
| 11 novembre 1986  | mardi    | 1re diff | Daniel Viciana      | Accusé de réception          |       |
| 12 novembre 1986  | mercredi | 1re diff | Dominique Foufelle  | Sombre histoire              |       |
| 13 novembre 1986  | jeudi    | 1re diff | Christine Ehm       | Charmants couples            |       |
| 14 novembre 1986  | vendredi | 1re diff | Christophe Arleston | L’aventurier                 |       |
| 17 novembre 1986  | lundi    | 1re diff | Robert Nahmias      | Casting                      |       |
| 18 novembre 1986  | mardi    | 1re diff | Régis Jauffret      | Un bruit métallique et froid |       |
| 19 novembre 1986  | mercredi | 1re diff | Loïc Pichon         | La ruée vers l’ordre         |       |
| 20 novembre 1986  | jeudi    | 1re diff | Marc Pheline        | La cigale et le faisan       |       |
| 21 novembre 1986  | vendredi | 1re diff | Maurice Cury        | Le rendez-vous               |       |
| 24 novembre 1986  | lundi    | 1re diff | Éric Assous         | Coup de poker                |       |
| 25 novembre 1986  | mardi    | 1re diff | Patrick Pessis      | Masque mortel                |       |
| 26 novembre 1986  | mercredi | 1re diff | François Barluet    | Scoop toujours               |       |
| 27 novembre 1986  | jeudi    | 1re diff | André Delaure       | Le sac et la corde           |       |
| 28 novembre 1986  | vendredi | 1re diff | Robert Nahmias      | Et ça peut rapporter gros    |       |

#### Décembre
| Date de diffusion | Jour     | Statut   | Auteur             | Titre                   | Notes |
| ----------------- | -------- | -------- | ------------------ | ----------------------- | ----- |
| 1er décembre 1986 | lundi    | 1re diff | Valérie Bonnier    | Bloody mary             |       |
| 2 décembre 1986   | mardi    | 1re diff | Adam Pianko        | Paiement comptant       |       |
| 3 décembre 1986   | mercredi | 1re diff | Alain Robak        | L’idole des jeunes      |       |
| 4 décembre 1986   | jeudi    | 1re diff | Stéphane Frattini  | Les petites filles      |       |
| 5 décembre 1986   | vendredi | 1re diff | Maurice Cury       | La panne d’image        |       |
| 8 décembre 1986   | lundi    | 1re diff | Christine Ehm      | Pension sans souci      |       |
| 9 décembre 1986   | mardi    | 1re diff | Louis Rognoni      | Passing shot            |       |
| 10 décembre 1986  | mercredi | 1re diff | Martin Lewis       | La cliente du 12        |       |
| 11 décembre 1986  | jeudi    | 1re diff | Éric Assous        | Chapitre premier        |       |
| 12 décembre 1986  | vendredi | 1re diff | Maurice Cury       | À la Martinique         |       |
| 15 décembre 1986  | lundi    | 1re diff | Alain Krief        | L’étoile filante        |       |
| 16 décembre 1986  | mardi    | 1re diff | André Delaure      | Chèque au porteur       |       |
| 17 décembre 1986  | mercredi | 1re diff | Gérard Hespel      | Les aveux du crépuscule |       |
| 18 décembre 1986  | jeudi    | 1re diff | Laurent Baffie     | Service non compris     |       |
| 19 décembre 1986  | vendredi | 1re diff | Henri Mitton       | Le parc aux sources     |       |
| 22 décembre 1986  | lundi    | 1re diff | Alain Krief        | L’invité                |       |
| 23 décembre 1986  | mardi    | 1re diff | Marc Pheline       | Une jeune fille modèle  |       |
| 24 décembre 1986  | mercredi | 1re diff | Dominique Foufelle | La double inconstance   |       |
| 25 décembre 1986  | jeudi    | 1re diff | Dominique Bailly   | Pauline et son destin   |       |
| 26 décembre 1986  | vendredi | 1re diff | Annie Mercier      | L’amour à tout prix     |       |
| 29 décembre 1986  | lundi    | 1re diff | Éric Assous        | Le dernier scoop        |       |
| 30 décembre 1986  | mardi    | 1re diff | Michel Fustier     | Question de standing    |       |
| 31 décembre 1986  | mercredi | 1re diff | Adam Pianko        | Brève rencontre         |       |

### 1987

#### Janvier
| Date de diffusion | Jour     | Statut   | Auteur             | Titre                    | Notes        |
| ----------------- | -------- | -------- | ------------------ | ------------------------ | ------------ |
| 1er janvier 1987  | jeudi    | 1re diff | Valérie Bonnier    | Le pont du nouvel an     |              |
| 2 janvier 1987    | vendredi | 1re diff | Robert Nahmias     | Une ultime concession    |              |
| 5 janvier 1987    | lundi    | 1re diff | Bruno Léandri      | Le fou du roi            |              |
| 6 janvier 1987    | mardi    | 1re diff | Alain Krief        | L’accident bête          |              |
| 7 janvier 1987    | mercredi | 1re diff | Patrick Bancarel   | Permettez-moi d’insister |              |
| 8 janvier 1987    | jeudi    | 1re diff | Pierre Frachet     | Deux hommes à la mer     |              |
| 9 janvier 1987    | vendredi | 1re diff | Maurice Cury       | L’heure du déjeuner      |              |
| 12 janvier 1987   | lundi    | 1re diff | Pierre Frachet     | Un crime chasse l’autre  |              |
| 13 janvier 1987   | mardi    | 1re diff | Michel Fizbin      | En dérangement           |              |
| 14 janvier 1987   | mercredi | 1re diff | Dominique Foufelle | En toute confiance       |              |
| 19 janvier 1987   | lundi    | 1re diff | Christine Ehm      | Champagne et saumon      |              |
| 20 janvier 1987   | mardi    | 1re diff | Gérard Levoyer     | Plus dure sera la chute  |              |
| 21 janvier 1987   | mercredi | 1re diff | Éric Assous        | Ceinture noire, 2ème dan |              |
| 22 janvier 1987   | jeudi    | 1re diff | Robert Nahmias     | Jeux de vilains          |              |
| 23 janvier 1987   | vendredi | 1re diff | Alain Krief        | Une de perdue            | [2e version] |
| 26 janvier 1987   | lundi    | 1re diff | Valérie Bonnier    | Une petite graine        |              |
| 27 janvier 1987   | mardi    | 1re diff | Michel Fustier     | Le retour du patron      |              |
| 28 janvier 1987   | mercredi | 1re diff | Martin Lewis       | Cocorico pataquès        |              |
| 29 janvier 1987   | jeudi    | 1re diff | Annie Mercier      | Une poussière dans l’œil |              |
| 30 janvier 1987   | vendredi | 1re diff | Éric Assous        | La rage de lire          |              |

#### Février
| Date de diffusion | Jour     | Statut   | Auteur              | Titre                                | Notes |
| ----------------- | -------- | -------- | ------------------- | ------------------------------------ | ----- |
| 2 février 1987    | lundi    | 1re diff | Michel Granvale     | La nouvelle                          |       |
| 3 février 1987    | mardi    | 1re diff | Pierre Frachet      | Aux innocents, les mains vides       |       |
| 4 février 1987    | mercredi | 1re diff | Pierre Plessis      | Le bavard et le jaloux               |       |
| 5 février 1987    | jeudi    | 1re diff | Éric Assous         | Une étonnante jeunesse               |       |
| 6 février 1987    | vendredi | 1re diff | Maurice Cury        | Le formulaire                        |       |
| 9 février 1987    | lundi    | 1re diff | Gérard Levoyer      | La soupe au potiron                  |       |
| 10 février 1987   | mardi    | 1re diff | Michel Fustier      | Un jeune loup                        |       |
| 11 février 1987   | mercredi | 1re diff | Marc Le Lann        | Bébé tronic                          |       |
| 12 février 1987   | jeudi    | 1re diff | Adam Pianko         | La cachette                          |       |
| 13 février 1987   | vendredi | 1re diff | Alain Krief         | Le correspondant                     |       |
| 16 février 1987   | lundi    | 1re diff | André Delaure       | Adieu Richard                        |       |
| 17 février 1987   | mardi    | 1re diff | Valérie Bonnier     | La vie est une lettre d’amour        |       |
| 18 février 1987   | mercredi | 1re diff | Christophe Arleston | Heureux gagnant                      |       |
| 19 février 1987   | jeudi    | 1re diff | Éric Assous         | Une certaine ressemblance            |       |
| 20 février 1987   | vendredi | 1re diff | Martin Lewis        | Le PDG nouveau est arrivé            |       |
| 23 février 1987   | lundi    | 1re diff | Gérard Levoyer      | Flagrant délit                       |       |
| 24 février 1987   | mardi    | 1re diff | Robert Nahmias      | Il n’est jamais trop tard pour vivre |       |
| 25 février 1987   | mercredi | 1re diff | Maurice Cury        | Noirot et Pécuchet                   |       |
| 26 février 1987   | jeudi    | 1re diff | Dominique Bailly    | Homme sweet homme                    |       |
| 27 février 1987   | vendredi | 1re diff | Michel Fizbin       | Le vide-ordures                      |       |

#### Mars
| Date de diffusion | Jour     | Statut   | Auteur               | Titre                               | Notes        |
| ----------------- | -------- | -------- | -------------------- | ----------------------------------- | ------------ |
| 2 mars 1987       | lundi    | 1re diff | Dominique Foufelle   | Service compris                     |              |
| 4 mars 1987       | mercredi | 1re diff | Laurent Baffie       | Appelez-moi Riton                   |              |
| 5 mars 1987       | jeudi    | 1re diff |                      | Suicide assistance                  |              |
| 6 mars 1987       | vendredi | 1re diff | Gérard Levoyer       | Société de consommation             |              |
| 9 mars 1987       | lundi    | 1re diff | Christophe Arleston  | Drôle de toubib                     |              |
| 10 mars 1987      | mardi    | 1re diff | Alain Robak          | Le premier accroc coûte 3000 francs |              |
| 11 mars 1987      | mercredi | 1re diff | Henri Dassa          | Le petit boulot                     |              |
| 12 mars 1987      | jeudi    | 1re diff | Bruno Richy          | La contractuelle                    |              |
| 13 mars 1987      | vendredi | 1re diff | Alain Krief          | Les voyageurs                       |              |
| 16 mars 1987      | lundi    | 1re diff | Annie Mercier        | Ne pas dépasser la dose prescrite   |              |
| 17 mars 1987      | mardi    | 1re diff |                      | Faites vos jeux ! Rien ne va plus   |              |
| 18 mars 1987      | mercredi | 1re diff | Alain Krief          | Le fiancé                           |              |
| 19 mars 1987      | jeudi    | 1re diff | Éric Assous          | Crime passionnel                    | [2e version] |
| 20 mars 1987      | vendredi | 1re diff | Christine Ehm        | Cinq ans d’amour                    |              |
| 23 mars 1987      | lundi    | 1re diff | Robert Nahmias       | La dernière cartouche               |              |
| 24 mars 1987      | mardi    | 1re diff | Louis-Michel Cluzeau | Sacré défense                       |              |
| 25 mars 1987      | mercredi | 1re diff | Éric Assous          | Le marché                           |              |
| 26 mars 1987      | jeudi    | 1re diff | Gérard Levoyer       | Le vieil attaché-case               |              |
| 27 mars 1987      | vendredi | 1re diff | Valérie Bonnier      | Appelez-moi Clarinette              |              |
| 30 mars 1987      | lundi    | 1re diff | Éric Assous          | Une et deux                         |              |
| 31 mars 1987      | mardi    | 1re diff | Louis Rognoni        | Le vieux jeune homme                |              |

#### Avril
| Date de diffusion | Jour     | Statut   | Auteur             | Titre                                      | Notes        |
| ----------------- | -------- | -------- | ------------------ | ------------------------------------------ | ------------ |
| 1er avril 1987    | mercredi | 1re diff | Christine Ehm      | Eh bien ! Chantez maintenant !             | [2e version] |
| 2 avril 1987      | jeudi    | 1re diff | André Delaure      | Histoire d’une réussite                    |              |
| 3 avril 1987      | vendredi | 1re diff | Frédéric Fabre     | C’est con, l’amour                         |              |
| 6 avril 1987      | lundi    | 1re diff | Didier Blonay      | Un sacré vendeur                           |              |
| 7 avril 1987      | mardi    | 1re diff | Éric Assous        | Une fille au hasard                        |              |
| 8 avril 1987      | mercredi | 1re diff | Michel Granvale    | À vue de nez                               |              |
| 9 avril 1987      | jeudi    | 1re diff | Dominique Foufelle | Bon anniversaire                           |              |
| 10 avril 1987     | vendredi | 1re diff | Alain Krief        | Le fils à maman                            |              |
| 13 avril 1987     | lundi    | 1re diff | Éric Assous        | Le prétendant                              |              |
| 14 avril 1987     | mardi    | 1re diff | Bernard Granger    | Boomerang                                  | [3e ?]       |
| 15 avril 1987     | mercredi | 1re diff | Alain Krief        | Les propriétaires                          |              |
| 16 avril 1987     | jeudi    | 1re diff | Adam Pianko        | Les trois mages                            |              |
| 17 avril 1987     | vendredi | 1re diff | André Delaure      | Ça dépasse les bornes                      |              |
| 20 avril 1987     | lundi    | 1re diff | Pierre Frachet     | Je retourne chez ta mère                   |              |
| 21 avril 1987     | mardi    | 1re diff | Gérard Levoyer     | Les petits carnets                         |              |
| 22 avril 1987     | mercredi | 1re diff | Régis Jauffret     | L’irrésistible ascension de P Brown Costel |              |
| 23 avril 1987     | jeudi    | 1re diff | Annie Mercier      | Transcendentalement vôtre                  |              |
| 24 avril 1987     | vendredi | 1re diff | Dominique Bailly   | Vivent les jeunes                          |              |
| 27 avril 1987     | lundi    | 1re diff | Alain Krief        | La bonne copine                            |              |
| 28 avril 1987     | mardi    | 1re diff | Éric Assous        | Les machos                                 |              |
| 29 avril 1987     | mercredi | 1re diff | Michel Granvale    | Charimari                                  |              |
| 30 avril 1987     | jeudi    | 1re diff | Maurice Cury       | L’enterrement d’Amande                     |              |

#### Mai
| Date de diffusion | Jour     | Statut   | Auteur             | Titre                           | Notes        |
| ----------------- | -------- | -------- | ------------------ | ------------------------------- | ------------ |
| 4 mai 1987        | lundi    | 1re diff | Patrick Pessis     | Le gourmand                     |              |
| 5 mai 1987        | mardi    | 1re diff | Éric Assous        | Méphisto                        |              |
| 6 mai 1987        | mercredi | 1re diff | Robert Nahmias     | Les desseins de la providence   |              |
| 7 mai 1987        | jeudi    | 1re diff | François Barluet   | Une malheureuse foulure         |              |
| 8 mai 1987        | vendredi | 1re diff | Régis Jauffret     | Embrasse-moi, Marc embrasse-moi |              |
| 11 mai 1987       | lundi    | 1re diff | André Delaure      | Au bonheur d’Élise              |              |
| 12 mai 1987       | mardi    | 1re diff | Éric Assous        | La charrette                    |              |
| 13 mai 1987       | mercredi | 1re diff | Gilbert Picard     | Le cœur et la raison            |              |
| 14 mai 1987       | jeudi    | 1re diff | Michel Fustier     | Le texte et le contexte         |              |
| 15 mai 1987       | vendredi | 1re diff | Alain Krief        | Amours de vacances              |              |
| 18 mai 1987       | lundi    | 1re diff | Régis Jauffret     | L’amant de la famille           |              |
| 19 mai 1987       | mardi    | 1re diff | Marc Pheline       | Les bégonias de monsieur Moche  |              |
| 20 mai 1987       | mercredi | 1re diff | Frédéric Fabre     | Le fondement de la raison       |              |
| 21 mai 1987       | jeudi    | 1re diff | Éric Assous        | L’Amerloque                     |              |
| 22 mai 1987       | vendredi | 1re diff | Alain Krief        | La chambre de bonne             |              |
| 25 mai 1987       | lundi    | 1re diff | Valérie Bonnier    | Une erreur de jeunesse          | [2e version] |
| 26 mai 1987       | mardi    | 1re diff | André Delaure      | Le Président a disparu          |              |
| 27 mai 1987       | mercredi | 1re diff | Marc Le Lann       | Programme Sphinx                |              |
| 28 mai 1987       | jeudi    | 1re diff | Dominique Foufelle | Martin contre Florignac         |              |
| 29 mai 1987       | vendredi | 1re diff | Alain Krief        | L’enfant de l’amour             |              |

#### Juin
| Date de diffusion | Jour     | Statut   | Auteur             | Titre                               | Notes |
| ----------------- | -------- | -------- | ------------------ | ----------------------------------- | ----- |
| 1er juin 1987     | lundi    | 1re diff |                    | Les copains d’abord                 |       |
| 2 juin 1987       | mardi    | 1re diff | Régis Jauffret     | Le bonheur des riches               |       |
| 3 juin 1987       | mercredi | 1re diff | Laurent Baffie     | Rendez-vous à Roland-Garros         |       |
| 4 juin 1987       | jeudi    | 1re diff | Alain Krief        | La mère porteuse                    |       |
| 5 juin 1987       | vendredi | 1re diff | Frédéric Fabre     | Dany boy est devenu un grand garçon |       |
| 8 juin 1987       | lundi    | 1re diff | Dominique Bailly   | Ce cher Hubert                      |       |
| 9 juin 1987       | mardi    | 1re diff | André Delaure      | Un prêté pour un rendu              |       |
| 10 juin 1987      | mercredi | 1re diff | Éric Assous        | La chasse aux kilos                 |       |
| 11 juin 1987      | jeudi    | 1re diff | Philippe Toury     | Un lapin                            |       |
| 12 juin 1987      | vendredi | 1re diff | Annie Mercier      | Une fille sur un banc               |       |
| 15 juin 1987      | lundi    | 1re diff | Régis Jauffret     | La jeunesse, louise, la jeunesse    |       |
| 16 juin 1987      | mardi    | 1re diff | Dominique Foufelle | La clef des champs                  |       |
| 17 juin 1987      | mercredi | 1re diff | Éric Assous        | La bavure                           |       |
| 18 juin 1987      | jeudi    | 1re diff | Didier Blonay      | Séducteur en détresse               |       |
| 19 juin 1987      | vendredi | 1re diff | Frédéric Fabre     | Le test amant                       |       |
| 22 juin 1987      | lundi    | 1re diff | André Delaure      | Charité bien ordonnée               |       |
| 23 juin 1987      | mardi    | 1re diff | Alain Krief        | Reconversion                        |       |
| 24 juin 1987      | mercredi | 1re diff | Dominique Bailly   | Roulez, jeunesse                    |       |
| 25 juin 1987      | jeudi    | 1re diff | Gérard Levoyer     | Vue sur le square                   |       |
| 26 juin 1987      | vendredi | 1re diff | Éric Assous        | Le pari                             |       |
| 29 juin 1987      | lundi    | 1re diff | Stéphane Frattini  | Rez-de-jardin                       |       |
| 30 juin 1987      | mardi    | 1re diff | Pierre Frachet     | Le séducteur et les deux maris      |       |

#### Juillet
| Date de diffusion | Jour     | Statut   | Auteur             | Titre                     | Notes |
| ----------------- | -------- | -------- | ------------------ | ------------------------- | ----- |
| 1er juillet 1987  | mercredi | 1re diff | Robert Nahmias     | Dernier épisode           |       |
| 2 juillet 1987    | jeudi    | 1re diff | Dominique Foufelle | …Et les enfants trinquent |       |
| 3 juillet 1987    | vendredi | 1re diff | Alain Krief        | La fille du boucher       |       |

#### Date indéterminée
| Date de diffusion | Jour | Statut   | Auteur | Titre              | Notes                       |
| ----------------- | ---- | -------- | ------ | ------------------ | --------------------------- |
| date indéterminée |      | 1re diff |        | La troisième femme | [la dramatique de minuit ?] |